# Jonathan Lee
Jonathan Lee Zong Sheng (chino: 李宗盛, pinyin: Lǐ Zongsheng, Taipéi, 19 de julio de 1958) es un cantante, compositor y productor musical taiwanés. Entre mediados de los años 80 y 90 escribió y compuso canciones para varios artistas pertenecientes a las líneas del sello discográfico Rock Records. Estos incluyen a Angus Tung, Sarah Chen, Sandy Lam (su futura esposa, de quien se divorció en 2004), Sylvia Chang, Winnie Hsin, Tarcy Su, Jeff Chang, Jackie Chan, Chao Chuan y Wakin Chau.

## Contribuciones a otros artistas
- Chao Chuan: I Am a Little Bird, How to Say I Love You, I Am So Confused
- Jackie Chan: A Vigorous Aspiration in My Mind, How Come
- Jeff Chang: Love Tidal Wave, I Do Love You
- Sarah Chen: Walk Your Own Way, Dream to Awakening, Is it Right to Love You, So Transparent Is My Heart (dueto con Jackie Chan), Questions About Love, Love in Progress
- Sandy Lam: Bygone Love, Scars, I Suffered for You, Dark Night
- Sylvia Chang: Busy and Blind, The Price of Love
- Tarcy Su: Every Day in My Life (dueto con Jackie Chan), I Live Alone
- Wakin Chau: You Make Me Happy and Sad
- Winnie Hsin: Understanding, It's Not All My Fault to Love Him